# 圣尼古拉德莫泰
圣尼古拉德莫泰（法語：Saint-Nicolas-des-Motets，法語發音：[sɛ̃ nikɔla de mɔtɛ]）是法国安德尔-卢瓦尔省的一个市镇，属于图尔区。

## 地理
圣尼古拉德莫泰（47°35'8"N, 1°2'14"E）面积12.77 平方千米，位于法国中央-卢瓦尔河谷大区安德尔-卢瓦尔省，该省份为法国中西部省份，北起萨尔特省、东北接卢瓦-谢尔省，东南接安德尔省，南至维埃纳省，西临曼恩-卢瓦尔省。
与圣尼古拉德莫泰接壤的市镇（或旧市镇、城区）包括：圣西尔迪戈、圣艾蒂安德盖雷、达姆玛丽莱布瓦、莫朗。

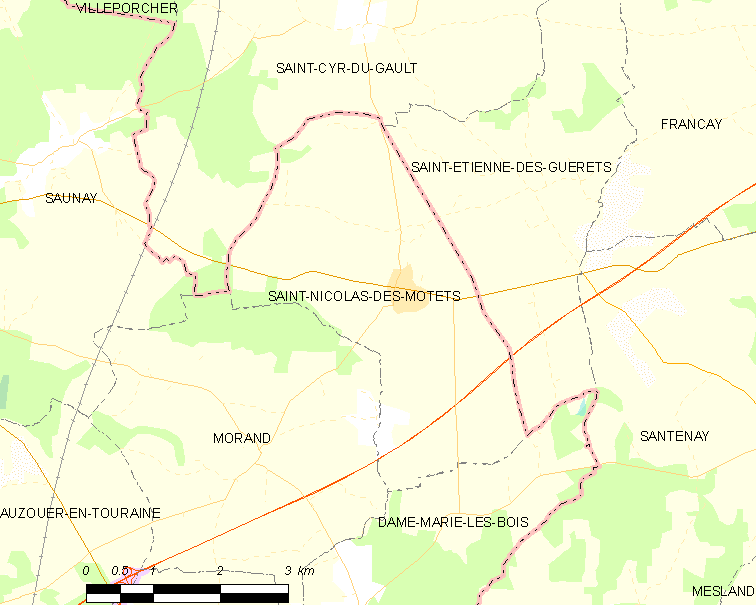
圣尼古拉德莫泰的OSM定位图

圣尼古拉德莫泰的时区为UTC+01:00、UTC+02:00（夏令时）。

## 行政
圣尼古拉德莫泰的邮政编码为37110，INSEE市镇编码为37229。

## 政治
圣尼古拉德莫泰所属的省级选区为雷诺堡县。

## 人口

1962-2008年间圣尼古拉德莫泰人口变化图示

圣尼古拉德莫泰于2022年1月1日时的人口数量为241人。